# Dødens Have
Dødens Have er bind 17 i serien Sagaen om Isfolket af den norske forfatter Margit Sandemo. Bogserien blev udgivet fra 1982 til 1989. Bogserien er en familie saga, der følger slægten Isfolket gennem århundreder.

## Handlingen
Daniel Lind af isfolket rejser i denne bog til Nenetserne ved Karahavets kyster. Han har en forudanelse om, at han er forudbestemt til at løse isfolkets gåde. Han håber på at finde gådens oprindelse og derpå kunne opløse den forbandelse, der hviler over isfolket. På samme tid håber han at finde den datter som Vendel Grip fik med Tun-sijs datter Sinsiew. Daniel finder Vendels datter Shira, og finder samtidig ud af at pigens morfar Irovar har opdraget hende til en bestemt opgave, nemlig at ophæve isfolkets forbandelse. Shira er opdraget til at være helt igennem god, fordi hun skal til de fire vindes bjerg og gennemgå den lange vej gennem dødens have, hvor hun udsættes for en lang række skrækkelige prøver. Så følg denne spændende og meget overnaturlige bog i serien om isfolket. Klarer Shira den umenneskelige opgave?

## Hovedpersoner
- Daniel Lind af isfolket
- Mar
- Shira

### Fødsler/dødsfald
- Født:
- Død: †

## Andre udgaver

### Lydbog Mp3
- Isfolket 17 - Dødens have
- Indlæst af: Anne Lynggård
- Spilletid: 6 timer og 50 minutter
- ISBN 9788776772703

### Lydbog CD
- Isfolket 17 - Dødens have
- Indlæst af: Anne Lynggård
- Spilletid: 6 timer og 50 minutter - 6 cd'er
- ISBN 9788776772697